# Hypolimnas typhlis
Hypolimnas typhlis är en fjärilsart som beskrevs av Hans Fruhstorfer 1912. Hypolimnas typhlis ingår i släktet Hypolimnas och familjen praktfjärilar. Inga underarter finns listade i Catalogue of Life.